# Ercole Consalvi
Ercole Consalvi, né le 8 juin 1757 à Rome, mort le 24 janvier 1824 à Anzio, homme d'État et dignitaire de l'Église catholique romaine, cardinal secrétaire d'État de Pie VII de 1800 à 1806 et de 1814 à 1823.

## Jeunesse et carrière curiale
Né dans une famille noble originaire de Toscanella aujourd'hui Tuscania dans la région du Lazio (le cardinal le niera et prétendra dans ses mémoires que ses origines sont à Pise) et ayant relevé au XVIIIe siècle le nom de Consalvi (son véritable nom étant Brunacci), Ercole entre à l'âge de 14 ans au séminaire de Frascati, où il éveille l'intérêt du cardinal d'York, évêque du diocèse. Il poursuit ensuite des études d'histoire ecclésiastique et de droit à l'Académie des nobles ecclésiastiques. En 1783, il entre dans la Curie romaine comme chambellan privé. Il y fait une carrière brillante, devenant en 1790 prélat votant (votante) du Tribunal suprême de la Signature apostolique et en 1792 auditeur de la Rote romaine ; il avait reçu les ordres mineurs en 1776, le sous-diaconat et le diaconat les 20 et 21 décembre 1801, mais il ne fut jamais ordonné prêtre.
En 1796, il est nommé assesseur de la commission militaire chargée de prévenir les troubles révolutionnaires. Quand Berthier entre dans Rome à la tête des troupes françaises, le 15 février 1798, Consalvi est arrêté et jeté dans les geôles du château Saint-Ange. Exilé ensuite dans la campagne italienne, il rejoint Naples. Après avoir tenté en vain de rejoindre Pie VI en exil, il s'installe à Venise.

## Secrétaire d'État

### De 1800 à 1806
C'est là que se tient à partir du 1er décembre 1799 le conclave de Venise. Consalvi, âgé de 42 ans, est choisi comme secrétaire du conclave. Alors que celui-ci s'enlise pendant plus de trois mois, notamment à cause de l'exclusive de l'empereur d'Autriche contre le cardinal Gerdil, Consalvi rallie les cardinaux sur le nom du cardinal Chiaramonti, évêque d'Imola, qui est élu le 14 mars 1800 sous le nom de Pie VII. Le lendemain, le nouveau pape nomme Consalvi pro-secrétaire d'État. Il l'élève à la dignité de cardinal au titre de Sant'Agata dei Goti, et le nomme secrétaire d'État le 15 août suivant.
Consalvi a alors les mains libres pour réorganiser les États pontificaux, malmenés par la tourmente révolutionnaire. Il s'entoure de prélats progressistes et constitue quatre commissions cardinalices chargées de réfléchir à la réforme des institutions.
- L'administration des États pontificaux est ouverte aux fonctionnaires laïques, choisis parmi l'aristocratie.
- La liberté du commerce est établie pour les denrées alimentaires, les distributions de blé à bas prix sont arrêtées.
- La monnaie de billon est retiré de la circulation afin de juguler l'inflation.
- Une réforme fiscale fond 35 impôts et taxes différents en une seule taille (dativa), personnelle et réelle.
- Rome est réaménagée : des monuments antiques sont restaurés, des promenades aménagées le long du Tibre et les statues découvertes lors des excavations transportées dans les musées du Vatican. Il protège le sculpteur Antonio Canova.

Parallèlement à ces réformes, il signe après 13 mois de négociations un concordat avec la France puis un autre avec la République cisalpine. En 1804, il persuade Pie VII d'accepter de couronner Napoléon Bonaparte. Pourtant, Napoléon le croit son ennemi et par l'intermédiaire du cardinal Fesch, demande avec insistance son renvoi. En 1806, Pie VII finit par céder : le 17 juin, Consalvi quitte la secrétairerie d'État.

### L'exil
Quand la France envahit à nouveau les États pontificaux le 17 mai 1809, Consalvi est contraint de quitter Rome. Il se retire à Paris où il vit dans la discrétion, refusant la pension offerte par le gouvernement. En 1810, il refuse d'assister au mariage de Napoléon et de Marie-Louise d'Autriche, au motif que le pape ne s'est pas prononcé sur l'invalidité de la première union de l'empereur avec Joséphine de Beauharnais. Furieux, Napoléon ordonne que les biens de Consalvi et des 12 autres cardinaux dans le même cas soient confisqués, et qu'eux-mêmes soient privés de leur rang. Consalvi et les autres prélats doivent alors se vêtir de noir comme de simples prêtres, gagnant ainsi le surnom de « cardinaux noirs ». Le 11 juin, il est exilé à Reims, où il commence à rédiger ses mémoires.
Libéré en 1813, il rejoint Pie VII. Après l'abdication de Napoléon en 1814, il gagne Rome où il est aussitôt nommé secrétaire d'État.

### De 1814 à 1823
La première tâche de Consalvi est alors diplomatique. Il développe les relations du Saint-Siège au-delà de leur cercle habituel, rencontrant ainsi Alexandre Ier de Russie en 1814, puis le prince-régent d'Angleterre, futur George IV. Il prend part au congrès de Vienne où il obtient la restitution des États pontificaux dans les limites pré-révolutionnaires, à l'exception d'Avignon et du Comtat Venaissin. Il y gagne l'admiration de lord Castlereagh, ambassadeur de Grande-Bretagne, qui écrit « c'est notre maître à tous ».
Il reprend également son effort de réforme, en abolissant les privilèges de la noblesse dans les cités pontificales, en promulguant un nouveau code civil et pénal, en réorganisant l'éducation et assainissant les finances. Il lutte également contre le carbonarisme.
Parallèlement, il conclut des concordats avec la France, la Bavière et la Sardaigne (1817), la Prusse (1821), le Hanovre (1823).

## La fin
À la mort de Pie VII en août 1823, il quitte la secrétairerie d'État, et devient le nouveau préfet de la congrégation de la propagande de la foi jusqu'à sa mort. Il meurt peu après. Son corps est enseveli à l'Église San Marcello al Corso, dans la Via del Corso, tandis que son cœur repose au Panthéon à côté de la tombe du peintre Raphaël.
Il lègue toute sa fortune à la Propaganda Fide, prétendant n'avoir plus aucune famille (ce qui est faux). Ses héritiers contestent, ce qui provoque un célèbre procès que la congrégation gagne.